# Ковин (община)
Ковин (серб. Ковин) — община в Сербии, входит в Южно-Банатский округ автономного края Воеводина.
Население общины составляет 36 650 человек (2007 год), плотность населения составляет 50 чел./км². Занимаемая площадь — 730 км², из них 64,8 % используется в промышленных целях.
Административный центр общины — город Ковин. Община Ковин состоит из 10 населённых пунктов, средняя площадь населённого пункта — 73,0 км².

## Статистика населения общины
| Год  | Население, чел. |
| ---- | --------------- |
| 1991 | 39 196          |
| 2001 | 36 860          |
| 2002 | 37 365          |
| 2003 | 37 757          |
| 2004 | 37 629          |
| 2005 | 37 418          |
| 2006 | 37 076          |
| 2007 | 36 650          |

## Этническая структура
По переписи населения Сербии 2002 года основные этнические группы в общине:
| Крупнейшие этнические группы в общине по переписи населения 2002 года | Крупнейшие этнические группы в общине по переписи населения 2002 года | Крупнейшие этнические группы в общине по переписи населения 2002 года | Крупнейшие этнические группы в общине по переписи населения 2002 года | Крупнейшие этнические группы в общине по переписи населения 2002 года |
| --------------------------------------------------------------------- | --------------------------------------------------------------------- | --------------------------------------------------------------------- | --------------------------------------------------------------------- | --------------------------------------------------------------------- |
| сербы                                                                 | сербы                                                                 |                                                                       |                                                                       | 76,75%                                                                |
| венгры                                                                | венгры                                                                |                                                                       |                                                                       | 9,26%                                                                 |
| румыны                                                                | румыны                                                                |                                                                       |                                                                       | 3,70%                                                                 |
| цыгане                                                                | цыгане                                                                |                                                                       |                                                                       | 3,10%                                                                 |

| Год  | жителей | сербы  | немцы  | румыны | венгры | хорваты | цыгане | словаки | другие |
| ---- | ------- | ------ | ------ | ------ | ------ | ------- | ------ | ------- | ------ |
| 1910 | 34034   | 45,52% | 19,30% | 16,65% | 15,64% | 0,09%   | 1,28%  | 0,12%   | 1,70%  |
| 1930 | 35600   | 50,66% | 20,68% | н.п.   | 13,00% | н.п.    | н.п.   | н.п.    | 15,64% |
| 1960 | 39994   | 73,10% | н.п.   | 17,60% | 13,59% | н.п.    | 0,04%  | 0,14%   | 5,27%  |
| 1990 | 38263   | 73,53% | 0,20%  | 4,54%  | 10,28% | 0,39%   | 2,47%  | 0,05%   | 8,54%  |
| 2000 | 36802   | 76,75% | 0,13%  | 3,70%  | 9,26%  | 0,30%   | 3,10%  | 0,11%   | 7,44%  |

## Населённые пункты
На территории общины расположены 10 населённых пунктов — город Ковин и 9 сёл: Баваниште, Гай, Делиблато, Дубовац, Мало-Баваниште, Мраморак, Плочица, Скореновац и Шумарак.

## Образование
В 2003—2004 учебном году на территории общины было 13 основных и две средние школы, в то время (2003—2004 гг.), там обучались 3542 ученика в основных школах и 622 ученика в средних.

## Известные уроженцы
- Ивачкович, Светозар (1844—1924) — выдающийся сербский архитектор.